# Haworthia kingiana
Haworthia kingiana är en grästrädsväxtart som beskrevs av Karl von Poellnitz. Haworthia kingiana ingår i släktet Haworthia och familjen grästrädsväxter. Inga underarter finns listade i Catalogue of Life.